# Jonatan Ratosz
Jonatan Ratosz (hebr. יונתן רטוש, ang. Yonatan Ratosh, właśc. Uri’el Halperin, ur. 18 listopada 1908 w Warszawie, zm. 25 marca 1981 w Tel Awiwie) – żydowski poeta, pisarz, tłumacz, działacz syjonizmu rewizjonistycznego. W latach 30. XX wieku redaktor gazety „Ha-Arec” i rewizjonistycznej „Ha-Jarden”. Założyciel Młodych Hebrajczyków – politycznego i kulturowego ruchu kananejskiego, głoszącego powstanie nowego narodu bazującego na Ziemi Izraela i języku hebrajskim, a nie na judaizmie.

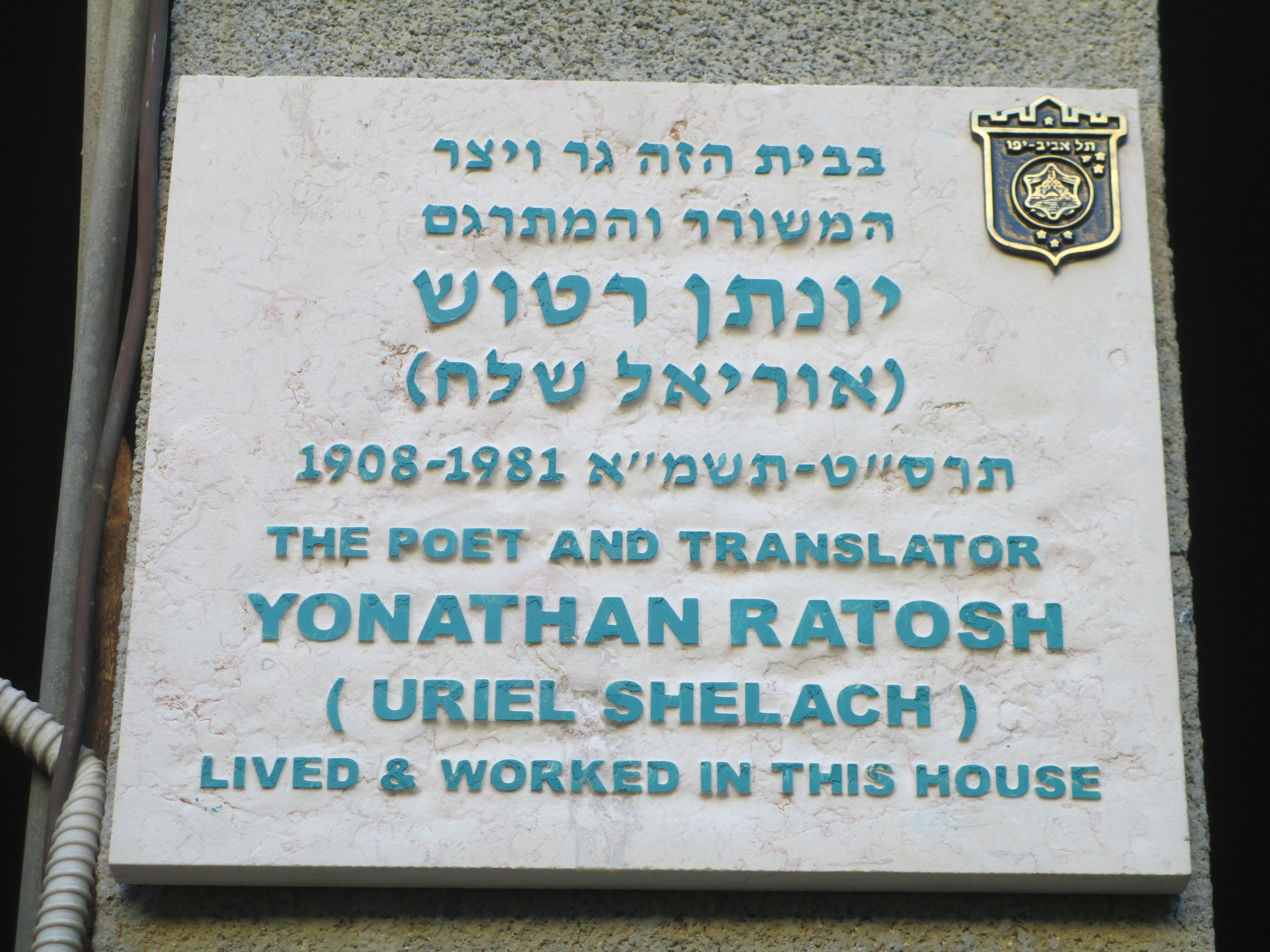
Tablica upamiętniająca Jonatana Ratosza w Tel Awiwie

## Życiorys
Urodził się 18 listopada 1908 roku w Warszawie jako Uri’el Halperin. Jego ojciec – Jehi’el – pochodził z rodziny o bogatych rabinicznych tradycjach, jednak postanowił się udzielać w świeckich kręgach syjonistycznych. Brał udział w między innymi zakładaniu hebrajskojęzycznych przedszkoli w Warszawie.
W 1920 roku wraz z rodziną Uri’el wyjechał do Palestyny. Tam też odebrał wykształcenie w języku hebrajskim. Podczas studiów na Uniwersytecie Hebrajskim w Jerozolimie zainteresował się syjonizmem rewizjonistycznym. Halperin miał być pod wrażeniem w jaki sposób rewizjoniści łączyli etos siły z odwołaniami do starożytnej historii Żydów. W międzyczasie ukończył Szkołę dla Instruktorów Bejtaru w Tel Awiwie, którą prowadził Jirmejahu Halperin. W latach 30. XX wieku redagował gazetę „Ha-Arec” oraz rewizjonistyczną gazetę „Ha-Jarden”. Znalazł się w środowisku bliskim Abbie Achimeirowi oraz radykalnego, maksymalistycznego i faszyzującego Brit ha-Birjonim. Na początku lat 30. został członkiem Hagany Bet przekształconej później w Irgun. Tam też współpracował z Awrahamem Sternem i Dawidem Razi’elem. Na cześć tego pierwszego napisał poemat pochwalny. Pod koniec stycznia 1938 roku wziął udział w pierwszej Światowej Konferencji Nowej Organizacji Syjonistycznej. Podczas swojego wystąpienia na niej, nie zgodził się z Ze’ewem Żabotyńskim w kwestii powołania do życia państwa żydowskiego. Postulował natychmiastowe i bezkompromisowe jego utworzenie bez postulowanej przez Żabotyńskiego żydowskiej większości. Z kolei podczas 3. Światowej Konferencji Betaru w Warszawie domagał się przekształcenia Betaru w niezależną politycznie siłę rewolucyjną.
W 1938 roku, w celu uniknięcia prześladowań ze strony władz mandatowych, wyjechał do Paryża. W stolicy Francji mieszkał jednak do 1939 roku. Tam też poznał Adię Gurevitcha (ps. Horon), ukraińskiego Żyda, członka Betaru. Gurevitch studiował języki semickie oraz ich historię, publikował również na ich temat artykuły naukowe. Jego poglądy mówiące o starożytnym narodzie kananejskim, którego szczyt rozwoju przejawiał się w starożytnej kulturze hebrajskiej silnie wpłynęły na Halperina. W krótkim czasie rewizjonistyczny radykalizm zamienił w kanaanizm.
Po wybuchu II wojny światowej powrócił do Palestyny. Powołał do życia Radę Scalenia Młodzieży Hebrajskiej, mającej promować kanaanizm i wyzwolić Żydów z „tłamszących okowów diaspory”. Chciał poprzez nią dotrzeć do żydowskiej młodzieży, która skupiała się wokół Irgunu i Lechi.
W latach 40. XX i po wojnie Ratosz zajmował się poezją i literaturą. Uważa się, że miał także duży wpływ na gramatykę i słowotwórstwo języka hebrajskiego.

## Kanaanizm Ratosza
Jak pisze Shimoni, podstawą żydowskiego nacjonalizmu, według Ratosza, miało być terytorium, a nie etnos i religia. Miał twierdzić, że tak jak Australijczycy czy Amerykanie zbudowali swoje narody na bazie zamieszkiwanego obszaru, tak naród hebrajski wyrósł na terytoriach rozciągających się od Morza Śródziemnego po Eufrat. Ziemia Izraela stanowiła czynnik konstytuujący narodowość żydowską. Ratosz odrzucał wpływy arabskie uznając je za element wtórny na Bliskim Wschodzie, który rozwijał się dzięki kulturom kananejskim. Kanaanizm to właśnie nazwa ideologii kojarzonej z Ratoszem. Według niego Żydzi mieli się stać Hebrajczykami i powrócić do starożytnej kultury. Jednak judaizm nie stanowił ważnego czynnika budującego naród. Określenia „Żyd” czy „żydowski” według Ratosza były wytworem grup znajdujących się w niewoli babilońskiej. Powrót i odtworzenie narodu hebrajskiego, a nie żydowskiego, miałby wiązać się z dominacją nad nacjami i kulturami zamieszkującymi Bliski Wschód. Ratosz nie akceptował pokojowego współżycia z Arabami. Panarabizm utożsamiał z rozbiciem i sekciarstwem, które prowadziły do kolejnych podziałów i zacofania. Twierdził, że wyłącznie kultura hebrajska posiadała cechy mogące odtworzyć świetność tego regionu. Uważał jednak, iż proces odbudowy wymagałby także użycia siły, co doprowadziłoby do wojny domowej na Bliskim Wschodzie. Shimoni twierdzi, iż taki pogląd mógł wynikać z wcześniejszego funkcjonowania w radykalnych kręgach. Na tej podstawie uważa się, że kanaanizm Ratosza jest skrajnym odłamem rewizjonizmu, który przybrał antysyjonistyczny charakter.
Główny nurt syjonizmu odrzucał kanaanizm, jako ideologię podkopującą i negującą założenia nacjonalizmu żydowskiego. Syjoniści szukali w swych propozycjach pomostu pomiędzy przyszłym państwem a tradycją, kulturą i religią Żydów. Postulaty Ratosza o odrzuceniu religii, odwołaniu się do starożytnych cywilizacji zamieszkujących Żyzny Półksiężyc były postrzegane za nieracjonalne i niezgodne z aspiracjami syjonistów.